# Daniss Győző
Daniss Győző névvariáns: Danis Győző (Budapest, 1903. április 14. – Gyula, 1956. május 5.) magyar színész, rendező, színházgazgató.

## Életpályája
Színészi pályáját 1925-ben Kaposváron kezdte majd több vidéki magántársulatban játszott és rendezett, így például: Kecskeméten, Debrecenben, Békéscsabán, Pécsen, Nagyváradon. Az ifjú színésznek főleg bonvivánként voltak sikerei. 1939 és 1941 között Tolnay Andor társulatának volt a főrendezője, majd 1946–47-es évadban a debreceni színház főrendezője. 1947 és 1949 között a Szegedi Nemzeti Színház, 1949-től a kecskeméti Katona József Színház művésze volt, mindkét színházban rendezett is. 1951-től a szolnoki és a békéscsabai közös színház színművésze és az utóbbi igazgatója volt. 1954-től az önálló Békés Megyei Jókai Színház alapító színházigazgatója volt.
1956-ban a gyulai kórházban hunyt el. Békéscsabán a Ligeti temetőben helyezték örök nyugalomra.

## Fontosabb színházi szerepeiből
- Alexandre Dumas: A három testőr... Porthos
- William Shakespeare: Lear király... Alban, fejedelem
- Molière: A fösvény... Harpagon
- Friedrich Schiller: Ármány és szerelem... Von Walter
- John Steinbeck: Egerek és emberek... Carlson
- Alekszandr Nyikolajevics Osztrovszkij: Vihar... Szável Prokofjevics Djikoj
- Nyikolaj Vasziljevics Gogol: Leánynézők... Csihacsov, végrehajtó
- Makszim Gorkij: Kispolárok... Besszemenov
- Katona József: Bánk bán... Bánk bán; Tiborc
- Jókai Mór: Az aranyember... Brazovics Athanáz
- Móricz Zsigmond: Úri muri... Zséllyei Balog Ábel ezredes
- Móricz Zsigmond: Nem élhetek muzsikaszó nélkül... Lajos bácsi
- Mikszáth Kálmán: Egy mandátum története... Fekete Gergely
- Mikszáth Kálmán: Különös házasság... Fáy István
- Szigligeti Ede: Liliomfi... Szilvay Tódor
- Szigligeti Ede: A csikós... Márton
- Csiky Gergely: Ingyenélők... Mákony Bálint
- Gárdonyi Géza: Annuska... Tétény
- Kálmán Imre: Csárdáskirálynő... Kerekes Ferkó; Rohnsdorf tábornok
- Kacsóh Pongrác - Bakonyi Károly: János vitéz... Bagó; Strázsamester
- Huszka Jenő: Mária főhadnagy... 1. huszár
- Martos Ferenc: A kis gróf... Agárdy Guidó gróf
- Illyés Gyula: Fáklyaláng... Józsa Mihály
- Déry Tibor: Tükör... Apa, a keretben
- Földes Mihály: Mélyszántás... Nyakas Kun
- Babay József: Három szegény szabólegény... 2. alabárdos
- Darvas Szilárd: Dolores... Rádióriporter
- Gergely Sándor: Vitézek és hősök... Affra Nagy Mihály
- Alekszandr Alekszandrovics Fagyejev: Az ifjú gárda... Valkó
- Borisz Andrejevics Lavrenyov: Amerika hangja... Mac Donald őrmester
- Pjotr Andrejevics Pavlenko: Boldogság... Romanyenko
- Nyikolaj Alfredovics Adujev: Dohányon vett kapitány... Péter cár
- Alekszandr Boriszovics Raszkin - Morisz Romanovics Szlobodszkij: Filmcsillag... Ivan Melnikov, prof.
- Alekszandr Jevdokimovics Kornyejcsuk: Ukrajna mezőin... Szemjon Bugyonnij
- Anatolij Szuriv: Szabad a pálya... Kondratyev, igazgató
- Mihail Abramovics Cservinszkij: Havasi kürt... Kosub Atanáz
- Garson Kanin: Ócskavas nagyban... Szállodaigazgató
- Tudor Muşatescu: Titanic keringő... Prokopiu
- Jan Rajewski: Ezer bátor harcos... Czapliczki
- Arnaud d'Usseau - James Gow: Mélyek a gyökerek... Sherkin, a sheriff
- Rolf Schneider: A per... Bíró

## Rendezéseiből
- Huszka Jenő: Gül Baba (Szegedi Állami Nemzeti Színház, Szeged)
- Lehár Ferenc: Éva (Szegedi Állami Nemzeti Színház, Szeged)
- Franz von Schönthan – Szenes Iván: A szabin nők elranlása (Szegedi Állami Nemzeti Színház, Szeged)
- Hámos György: Aranycsillag (Katona József Színház, Kecskemét)
- Gyárfás Miklós: Megváltoztunk (Katona József Színház, Kecskemét)
- Nyikolaj Vasziljevics Gogol: Leánynéző (Katona József Színház, Kecskemét)
- Iszaak Oszipovics Dunajevszkij: Szabad szél (Katona József Színház, Kecskemét)
- Kacsóh Pongrác – Bakonyi Károly: János vitéz (Katona József Színház, Kecskemét)
- Johann Strauss: Bécsi diákok (Katona József Színház, Kecskemét)
- Johann Strauss: Cigánybáró (Katona József Színház, Kecskemét)
- Jacques Offenbach: Gerolsteini nagyhercegnő (Katona József Színház, Kecskemét)
- Farkas Ferenc: Csínom Palkó (Állami Szigligeti Színház, Szolnok)
- Franz Schubert: Három a kislány (Állami Szigligeti Színház, Szolnok)
- Jurij Szergejevics Miljutyin: Havasi kürt (Állami Szigligeti Színház, Békéscsaba)
- Raszkov: Szibériai rapszódia (Állami Szigligeti Színház, Békéscsaba)